# Nevada City
Nevada City é uma cidade localizada no estado americano da Califórnia, no condado de Nevada, do qual é sede. Foi incorporada em 19 de abril de 1856.

## História
Onde hoje fica a cidade de Nevada City era antes uma aldeia Maidu chamada Ustumah. A região foi colonizada por garimpeiros, denominados "forty-niners," em 1849 durante a Corrida do ouro na Califórnia. Os colonizadores chamavam o novo assentamento "Nevada" em referência à Serra Nevada. O Gold Tunnel no lado norte de Deer Creek foi a primeira mina de ouro na cidade, iniciado em 1850. Nos anos 1850-51 Nevada City era a localidade mais importante na Califórnia para a mineração de ouro e o condado de Nevada foi o principal região de exploração de minas de ouro no estado. Em 1851 foi fundado The Nevada Journal o primeiro jornal da cidade e do condade. A cidade foi incorporada com o nome "Nevada" em 1864, a palavra “City” foi adicionada ao nome para aliviar confusão com o estado vizinho de Nevada.

## Geografia
De acordo com o United States Census Bureau, a cidade tem uma área de 5,7 km², onde todos os 5,7 km² estão cobertos por terra.

### Localidades na vizinhança
O diagrama seguinte representa as localidades num raio de 32 km ao redor de Nevada City.

## Demografia
Segundo o censo nacional de 2010, a sua população é de 3 068 habitantes e sua densidade populacional é de 540,90 hab/km². É a cidade menos populosa do condado de Nevada. Possui 1 510 residências, que resulta em uma densidade de 266,22 residências/km².